# Paternion
Paternion (slovinsky Špatrjan) je obec v Rakousku ve spolkové zemi Korutany v okrese Villach-venkov. Leží na dolním toku řeky Drávy, 18 km severovýchodně od Villachu. K 1. 1. 2021 zde žilo 5 806 obyvatel.
Obec se skládá z šesti katastrálních území, jež tvoří 20 místních částí včetně dvou samot (v závorce počet obyvatel): Aifersdorf (115), Boden (19), Duel (77), Ebenwald (74), Feffernitz (340), Feistritz an der Drau (1639), Feistritz an der Drau-Neusiedlung (159), Kamering (155), Kreuzen (117), Mühlboden (120), Neu-Feffernitz (1179), Nikelsdorf (568), Patendorf (19), Paternion (697), Pobersach (94), Pöllan (151), Pogöriach (187), Rubland (91), Tragail (1), Tragin (4).

## Historie

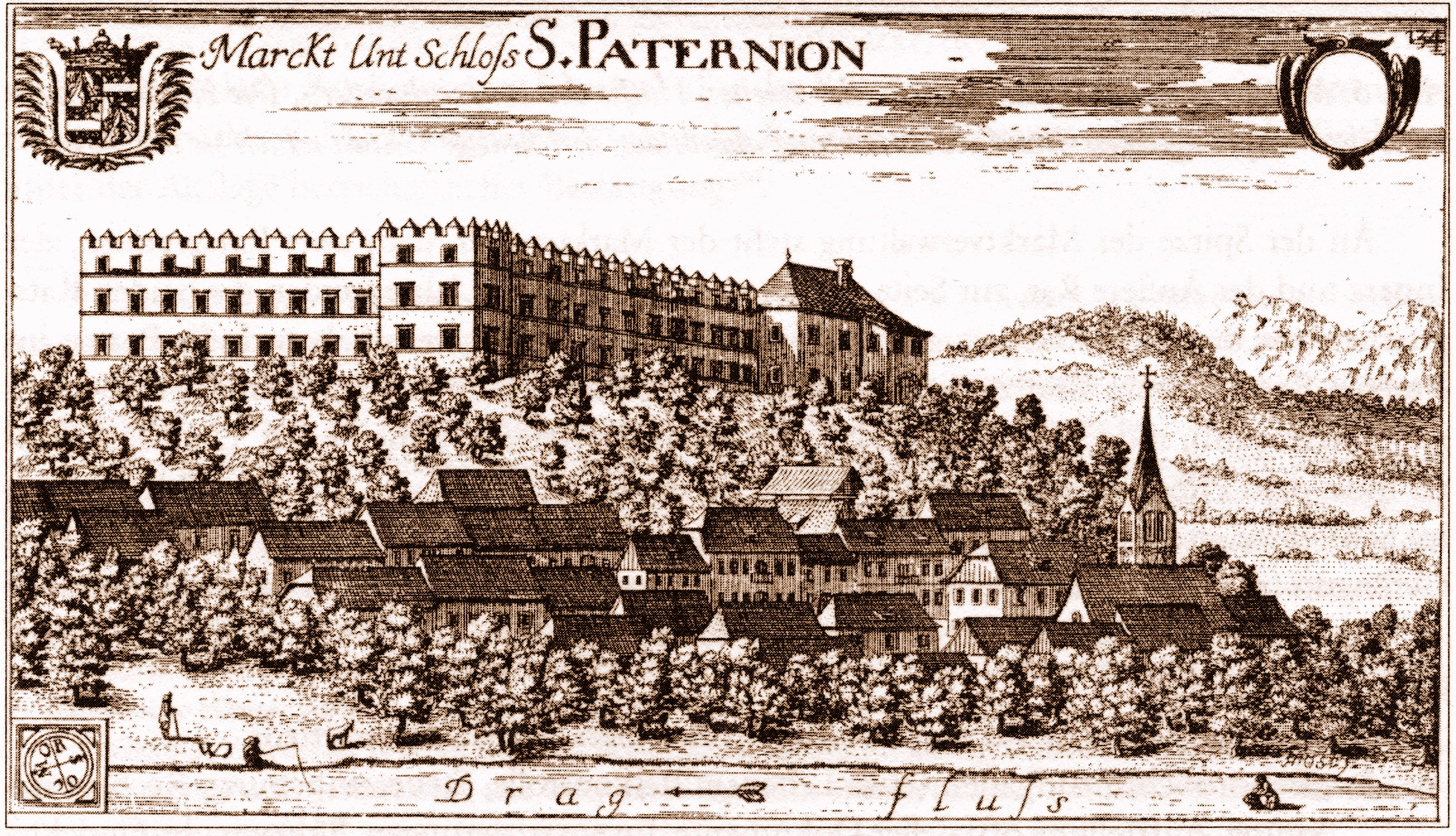
Hrad a město na Valvasorově rytině z roku 1688

Oblast při řece Drávě byla osídlena od pravěku. Na místě obce byla archeologicky zdokumentována osada z doby halštatské, keltského etnika. Římané v době antické toto sídlo připojili ke své provincii Noricum jako její centrum. Římští vojáci vyznávali Mithrův kult, základní kámen oltáře Mithrovy svatyně byl objeven pod předsíní středověkého kostela sv. Paterniana, který se poprvé písemně připomíná roku 1296, ale je mnohem staršího původu. Byl postaven kolem roku 400 a pobořen barbary kolem roku 600. Je zasvěcen akvilejskému biskupovi (patriarchovi) Paternianovi († kolem 340), stejně jako pozdější stavba tohoto kostela, při němž byla založena kolegiátní kapitula. Castell Duel bylo opevněné římské sídlo, jehož základy se dochovaly v půdorysu a jsou přístupné jako archeologická lokalita.
Hrad byl poprvé zmíněn roku 1354. Od 14. století byl Paternion centrem těžby olova, zinku a železné rudy, od 15. století také zlata. Nedaleko obce se těžila rumělka a rtuť. Během tohoto rozkvětu hornictví a hutnictví přišlo množství imigrantů z Německa. Císař Ferdinand I. Habsburský udělil Paternionu 28. června 1530 tržní práva, v té době byl hlavním městem mezi Spittalem a Villachem. V 16. století zde byl i krajský soud. Obyvatelé tehdy většinou přestoupili na luteránskou víru. Ještě v době protireformace v 18. století se v kraji objevovali protestanti. Roku 1918 přes 1000 obyvatel zemřelo na španělskou chřipku.

## Památky

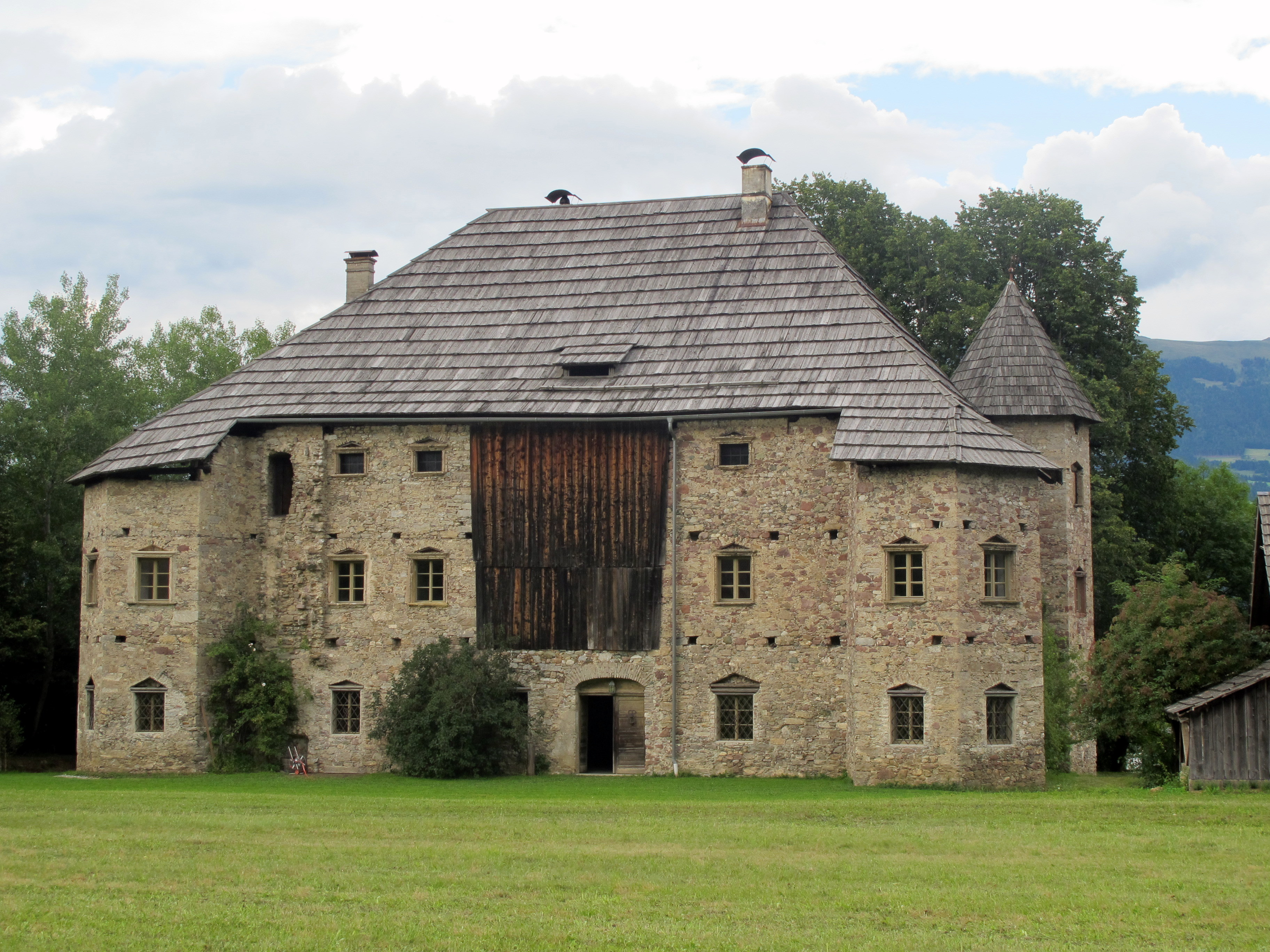
Zámek Pöllan Mayerhof

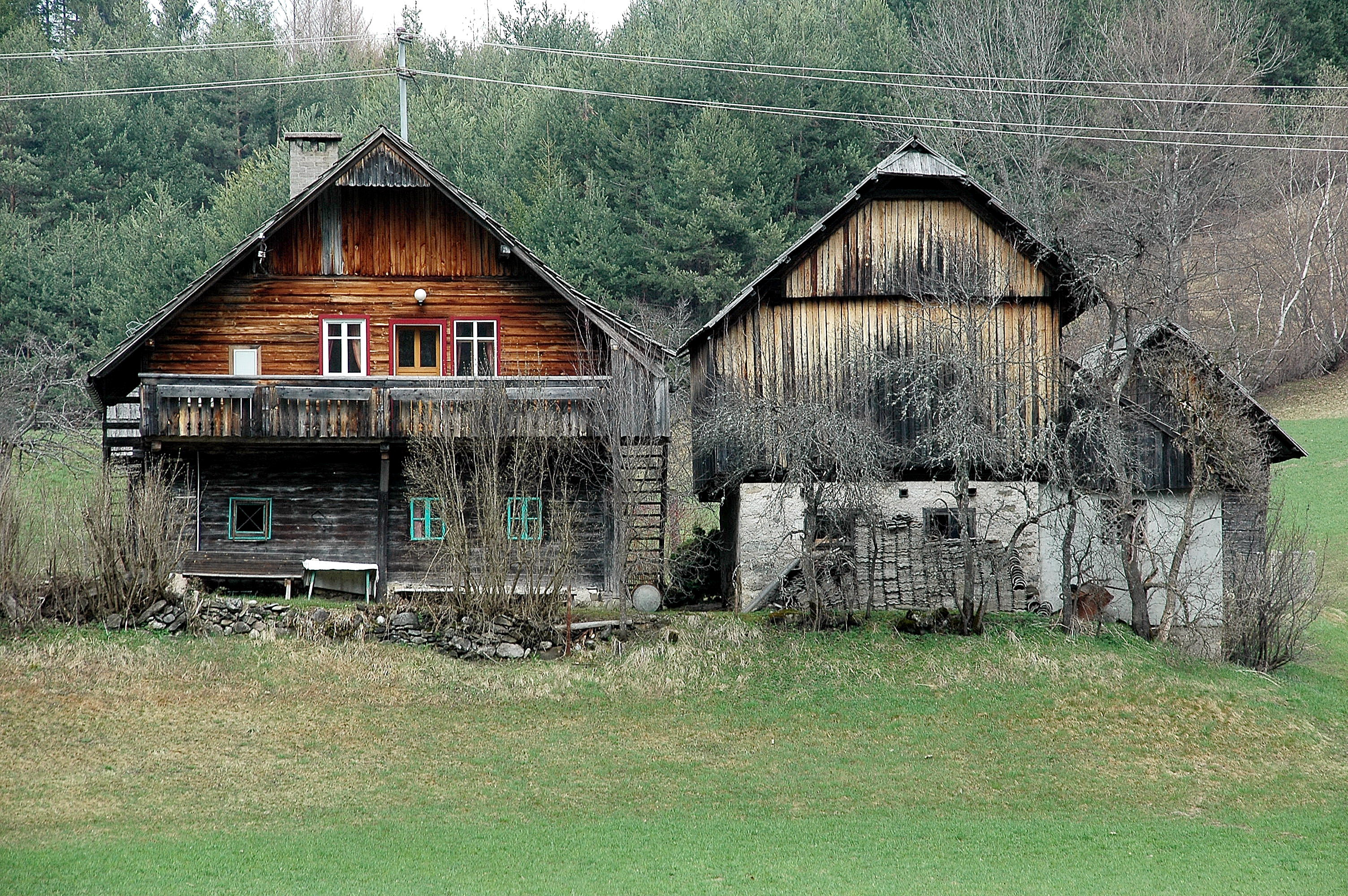
Korutanský statek se stodolou

- Zámek Paternion - přestavěn z hradu; koupí od Habsburků jej v letech 1518-1519 získali Dietrichsteinové, roku 1599 Bartoloměj Khevenhüller, který podnikl renesanční úpravy. Roku 1629 museli protestanti Khevenhüllerové uprchnout. Zámek přešel do majetku hrabat rodu Widmann-Rezzonico, koncem 19. století jej vlastnil Benátčan Pietro Foscari jako součást rozsáhlého panství s hrady Pöllan a Kreuzen a 8 800 hektarů lesů. Dosud je vlastní rodina Foscari-Widmann-Rezzonico.
- Zámek Pöllan Mayerhof
- Kostel sv. Paterniana - na raně středověkých základech byla vystavěna gotická trojlodní bazilika s pětibokým závěrem, na jehož klenbě se dochoval gotický svorník s reliéfem Panny Marie s Ježíškem, výmalba je renesanční z roku 1571; přiléhá dvojice bočních kaplí; hlavní loď byla upravena a vymalována po polovině 18. století; cenný je barokní oltář Panny Marie Růžencové. Na jižní obvodové zdi se dochoval římský nápis o pohřbu z Mithrovy svatyně (jména Tinco, Banana a Ambidrabus)
- Kostel sv. Jiří ve Feistritz an der Drau
- Evangelický kostel ve Feffernitz
- korutanské lidové domy s dřevěnou konstrukcí na kamenném přízemku

## Rodáci
- Eduard z Litzelhofenu (1820–1882) – rakouský polní zbrojmistr
- Josef Winkler (* 1953) – rakouský spisovatel

## Partnerská města
- Ladenburg, Německo